# Carles Costa i Pujol
Carles Costa i Pujol (Figueres, 1865 – 1926) fou un periodista i escriptor figuerenc. Fou autor d'algunes peces teatrals i redactor de La Publicitat, si bé destacà especialment per les seves traduccions al català i al castellà d'obres d'autors com ara Ibsen o Hauptmann, en col·laboració amb el seu amic Josep Maria Jordà. Freqüentà les tertúlies dels Quatre Gats i és autor dels drames Els cimals (1901) i La força (1919).

## Biografia[2][3]
Carles Costa va néixer a Figueres el 4 de febrer de 1865. El 1880, obeint la voluntat del pare, va traslladar-se a Barcelona per estudiar la carrera de Dret. Es diu que mai no se’l va veure a la Universitat, però que no va deixar d'assistir a totes les manifestacions artístiques que li era possible concórrer, i ben aviat va entrar a formar part de la redacció de La Publicidad, primer com a aficionat, i més tard com a redactor en plantilla i redactor polític.
Juntament amb el seu amic i col·laborador Josep Maria Jordà, va iniciar-se en el món de la traducció amb l'obra L'enemic del poble, de Henrik Ibsen, estrenada el 1893 per la companyia d'Antoni Tutau. El 1903 Costa i Jordà van estrenar a Barcelona l'obra de creació pròpia L'eixelebrat. Com a traductor, va continuar alternant les col·laboracions amb Josep Maria Jordà i les traduccions en solitari.
El 1906 problemes de salut van obligar-lo a refugiar-se a la seva Figueres natal, però des de terres empordaneses va seguir col·laborant amb les pàgines de La Publicidad. A més de la crònica internacional, també hi donava a conèixer la producció cultural empordanesa ressenyant l'obra d'artistes com Mercè Moner, Lluís Bonaterra, Enric Montoriol Tarrés, Andrée Bruguière de Gorgot, etc. Costa va ser dels primers periodistes que van escriure sobre l'obra de Salvador Dalí i la van elogiar, quan el pintor tenia només setze anys. Esporàdicament, va col·laborar també amb la publicació local Empordà Federal.
El 1920 va tornar a Barcelona amb l'encàrrec de donar una nova vida a La Tribuna, periòdic que va dirigir fins al 1924, moment en què va tornar a Figueres, on dos anys més tard es va suïcidar.
La Biblioteca de Figueres conserva des de l'any 1927 part de l'obra escrita i els manuscrits de Carles Costa. Fou en el transcurs de la vetllada necrològica en memòria de l'escriptor figuerenc, celebrada a la mateixa Biblioteca Popular, que els amics i familiars de Costa van fer donació del fons a la Biblioteca, el qual està integrat per dinou volums impresos de traduccions d'obres teatrals de dramaturgs de renom, com ara Henrik Ibsen, Roberto Bracco o Octave Mirbeau; tretze manuscrits de traduccions inèdites; dos manuscrits d'obra original per a teatre; un “Breviari”; un aplec de versos, i 265 articles periodístics sobre temes diversos.

## Obra

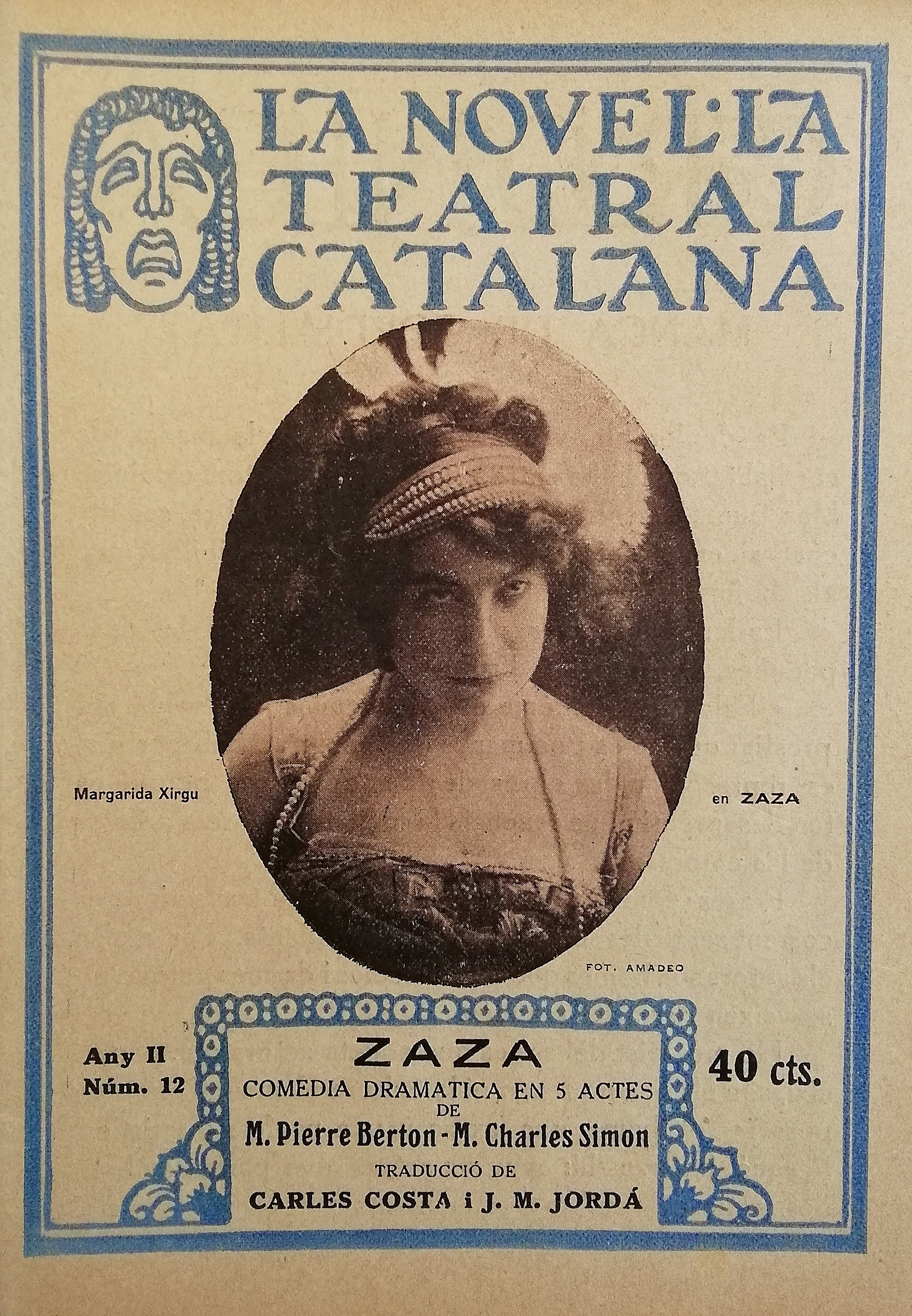
Zaza, comèdia dramàtica en cinc actes, una de les obres traduïdes per Carles Costa, juntament amb Josep Ma. Jordà. Publicada per La Novel·la Teatral Catalana l'any 1919

### Traduccions publicades
- El Misteri de la cambra groga: drama en 5 actes / Gastó Leroux ; traducció de Carles Costa. Barcelona : Impr. Baxarias, 1913.

- El Misteriós Jimmy Samson: comedia en tres actes / Pau Armstrong ; traducció de Carles Costa. Barcelona : Bartomeu Baxarias, impressor, 1912.
- El Misteriós Jimmy Samson: comèdia en tres actes / Pau Armstrong ; traducció catalana de Carles Costa. Barcelona: Salvador Bonavía, Llibreter, 1929.
- La Cartera: comedia en un acte / Octavi Mirbeau ; traducció catalana de Carles Costa. Barcelona : Imprenta de la Vda. de J. Cunill, 1910.
- La cartera: Comedia en un acte / original de Octavi Mirbeau ; traducció catalana de Carles Costa. Barcelona: Solereria Milla, 1937.
- La Verge boja : obra en quatre actes / original de Enric Bataille ; traducció catalana de Carles Costa. Barcelona: Félix Costa, Impr., [191-?].
- La Verge boja: obra en quatre actes / Enrich Bataill[e] ; traducció catalana de Carles Costa. Barcelona : Bartomeu Baxarías, 1910.
- L'Article 330: comedia en un acte / Jordi Courteline ; traducció de Carles Costa. Barcelona : Bartomeu Baxarias, impressor, 1912.
- Nit de neu: drama en un acte / Robert Bracco ; traducció catalana de Carles Costa. Barcelona : Bartomeu Baxarias, 1909.
- Se acabó el amor: comedia satírica en cuatro actos / Robert Bracco ; traducción de Carlos Costa. Barcelona : Imprenta Baxarias, 1913.
- Escrúpulos: comedia en un acto : y en prosa / Octavio Mirbeau ; versión castellana de Carlos Costa. Barcelona: Imprenta de la Vda. de J. Cunill, 1909.
- Els Teixidors de Silesia : drama en cinc actes / de Gerhart Hauptmann ; traducció de Carles Costa i Josep Ma. Jordá. [Barcelona : Impr. Ràfols, 1904 o post.].
- Els Teixidors de Silesia: drama en cinch actes / Gerhart Hauptmann ; traducció (autorisada) d'en Carles Costa, y Joseph Mº Jordà. Barcelona: Imprempta de la Vda. de J. Cunill, 1909.
- Hedda Gabler: drama en cuatro actos / versión castellana de C. Costa y J. M. Jordá / E. Ibsen. Barcelona: Librería de Antonio López. 1903.
- Joventut de príncep : Alt heidelberg : comedia en cinch actes / per Wilhelm Meyer Forster ; traducció catalana de Carles Costa, i Joseph Mª Jordà. Barcelona : Bartomeu Baxarias, 1908.
- Joventut de príncep: comedia en cinc actes / W. Meyer Forster; traducció catalana de Carles Costa i Josep Ma. Jordà. [Barcelona : Impr. Rafols, 1917].
- Joventut de príncep: comedia en cinc actes / W. Meyer Forster; traducció catalana de Carles Costa, i Josep Mº Jordà. Barcelona : Llibreria Italiana, [1924].
- Juventud de príncipe : comedia en cinco actos / G. Meyer Föerste ; traducido y arreglado a la escena española por Carlos Costa y José Ma. Jordá. Barcelona : Establecimiento Tipográfico de Félix Costa, 1912.
- Juventud de Príncipe: Comedia en cinco actos... / de G. Meyer Föerste. Traducida y arreglada a la escena española por Carlos Costa y José María Jordá. [Madrid] : Prensa Popular, [1921].
- La Cavallería rusticana : escenes sicilianes / G. Verga ; traducció, autorisada per l'autor, de Carles Costa y Joseph Ma. Jordá. Barcelona : Bartomeu Baxarías, editor, 1909.
- Magda (el hogar) : drama en cuatro actos / original de Hermann Sudermann ; vertida al español por Carlos Costa y José M. Jordá. Barcelona : Imprenta Gutenberg : R. Roca, 1896.
- Magda: (el hogar) / drama en cuatro actos de Herman Sudermann ; vertido al español por Carlos Costa y José Mª Jordá. [Madrid: Prensa Popular, 1921.
- Magda: el hogar : drama en cuatro actos / original de Hermann Sudermann ; vertido al español por Carlos Costa y José Ma. Jordà. Barcelona : Establ. Tipográfico de Félix Costa, 1913.
- Padre: drama en tres actos / Strindberg ; versión castellana de Carlos Costa y José Ma. Jordá. Barcelona : Librería de Antonio López, 1905.
- Se acabó el amor: (comedia satírica en cuatro actos) / Roberto Bracco ; traducción de Carlos Costa. [Bjoernstjerne Bjoernson, Una quiebra (drama en cuatro actos) ;traducción de Carlos Costa y José María Jordá]. Valencia : [F. Sempere y Cª, ¿1908?].
- Un Enemigo del pueblo : drama en cinco actos / E. Ibsen ; versión española de C. Costa y J. M. Jordà. Barcelona: Librería de Antonio López. 1903.
- Zaza : comèdia dramàtica en cinch actes / de M. Pierre Berton y M. Charles Simon ; traducció catalana de Carles Costa y J.M. Jordà. Barcelona : Imprempta de Salvador Bonavía, 1910.
- Zazá : comedia en cinco actos / original de Pierre Berton y Ch. Simon ; versión española de Carlos Costa y J.M. Jordá Barcelona: Establecimiento Tipográfico de Félix Costa, 1912.
- Zazà: comèdia dramàtica en 5 actes / M. Pierre Berton, M. Charles Simon ; traducció de Carles Costa i J.M. Jordà. Barcelona : La Novel·la Teatral Catalana (Impremta Ràfols), 1919.
- Zazá: comedia en cinco actos... / de Pierre Berton y Ch. Simón ; versión española de Carlos Costa y J. M. Jordá. [Madrid : Prensa Popular, 1921].
- Don Pedro Caruso : drama en un acto / de Roberto Bracco ; traducido por Carlos Costa y Joaquín Arimón. Madrid : R. Velasco, Imp, 1906.

### Traduccions inèdites
- !Culpable! drama en tres actos, original de Ricardo Voss.
- !Un marido modelo! comedia en un acto de Roberto Bracco.
- Educación de príncipe: comedia en cuatro actos de Mauricio Donnay.
- El Arisco: comedia en tres actos de Carlos Goldoni.
- El articulo 330: comedia en un acto original de Jorge Courteline.
- Escrúpols: comèdia en un acte de Octavi Mirbeau.
- Figuras de cera: drama en dos actos de Andres de Lorde y Gorge de Montignac.
- Figures de cera: drama en dos actes de De Lorde i Montignac.
- La fi de l'amor: comèdia satírica en quatre actes de Robert Bracco.
- La fuente humilde: drama en cuatro actos de Roberto Bracco.
- Pésames. comedia en un acto de Pablo Arosa.
- Son pare. Comèdia en quatre actes original d'Albert Guinon i Alfred Bouchinet.
- Visites de pésam: comèdia en un acte de Pau Arosa.

### Teatre
- L'aixalabrat. Comèdia romàntica en tres actes de Josep Maria Jordà i Carles Costa (1902). Estrenada al Teatre Romea el 30 de gener de 1903.
- La força. Drama en tres actes original de Carles Costa.